# Мерано
Мерано или Меран (итал. Merano) град је у северној Италији. Град је други град округа Болцано у оквиру италијанске покрајине Трентино-Јужни Тирол.

## Географија
Град Мерано је један од најсевернијих градова у Италији. Град се налази у области високих Алпа, у горњем делу тока реке Адиђе.

## Историја
У овом граду је умро и сахрањен син краља Николе Петровића принц Петар Петровић 7.маја 1932.године.

## Становништво
| 1931.  | 1936.  | 1951.  | 1961.  | 1971.  | 1981.  | 1991.  | 2001.  | 2011.  |
| ------ | ------ | ------ | ------ | ------ | ------ | ------ | ------ | ------ |
| 25.196 | 25.611 | 27.908 | 30.614 | 33.235 | 33.711 | 33.504 | 33.669 | 37.368 |

Мерано данас има око 37.000 становника. Град је језички и етнички подељен на немачко (51%) и италијанско становништво (48%). Током протеклих деценија у град се доселило много досељеника из иностранства, највише са Балкана.

## Галерија
- Мерано и Алпи
- Градска кућа Мерана
- Градско позориште
- Типична улица из старог језгра града
- Терме у Мерану
- Kurhaus
- Унутрашњост евангелистичке цркве у Мерану

## Партнерски градови
- Салцбург
- Пардубице